# Liste des cimetières de Québec

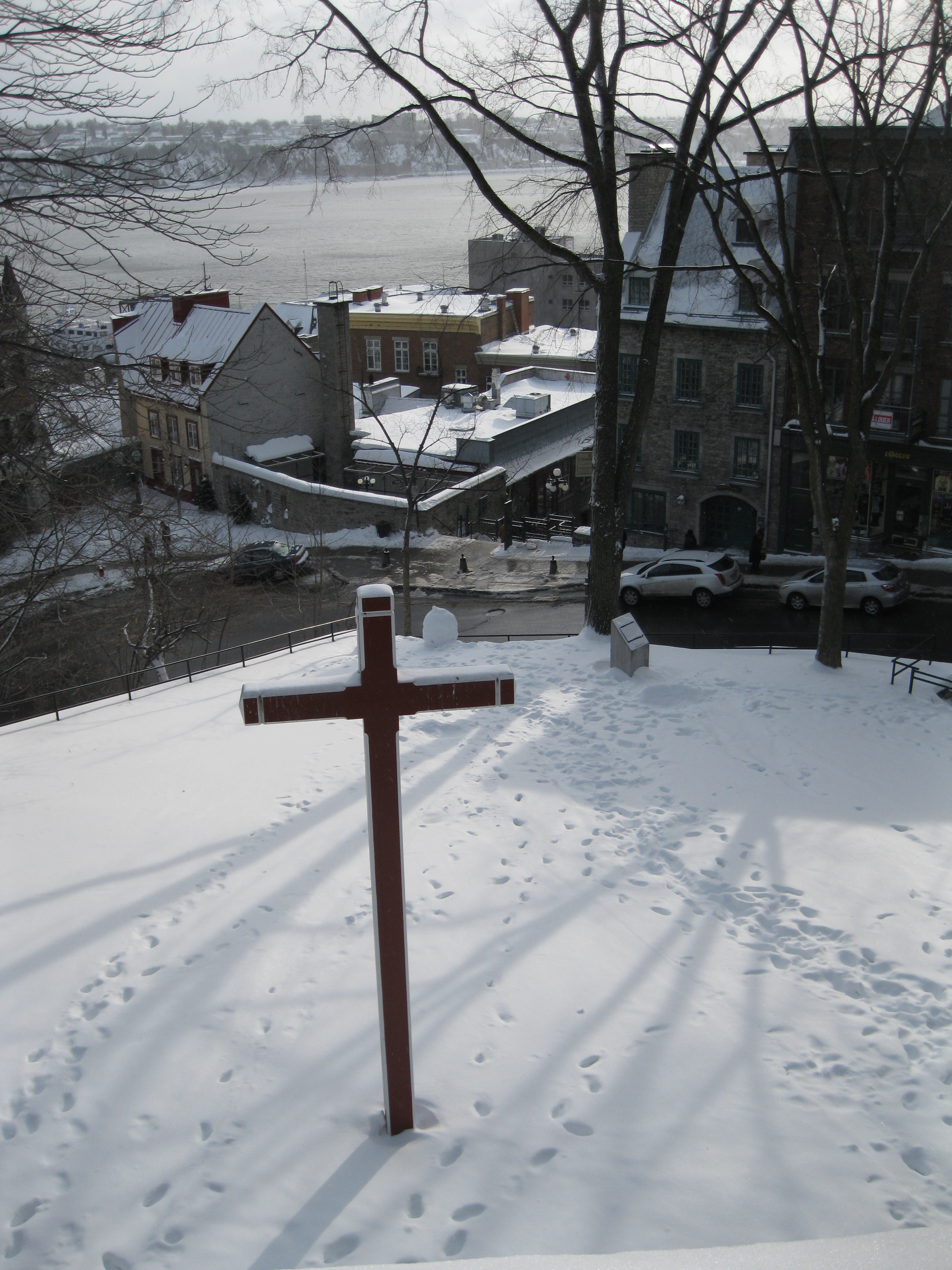
Emplacement du premier cimetière de Québec, dans la Côte de la Montagne.

Cet article donne une liste des cimetières de Québec.

## En fonction

### Cimetières catholiques
- Cimetière de Cap-Rouge

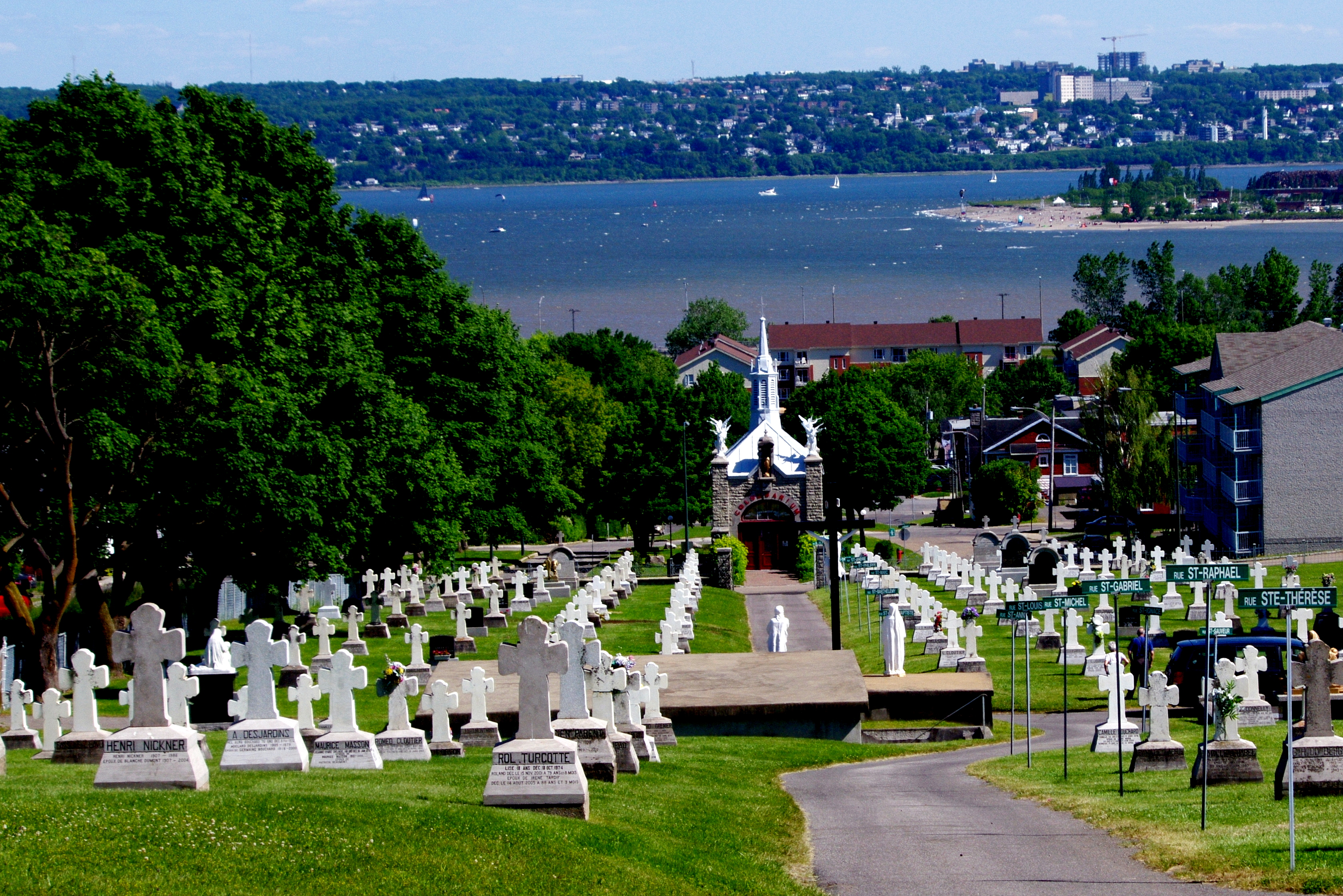
Cimetière Saint-Ignace-de-Loyola

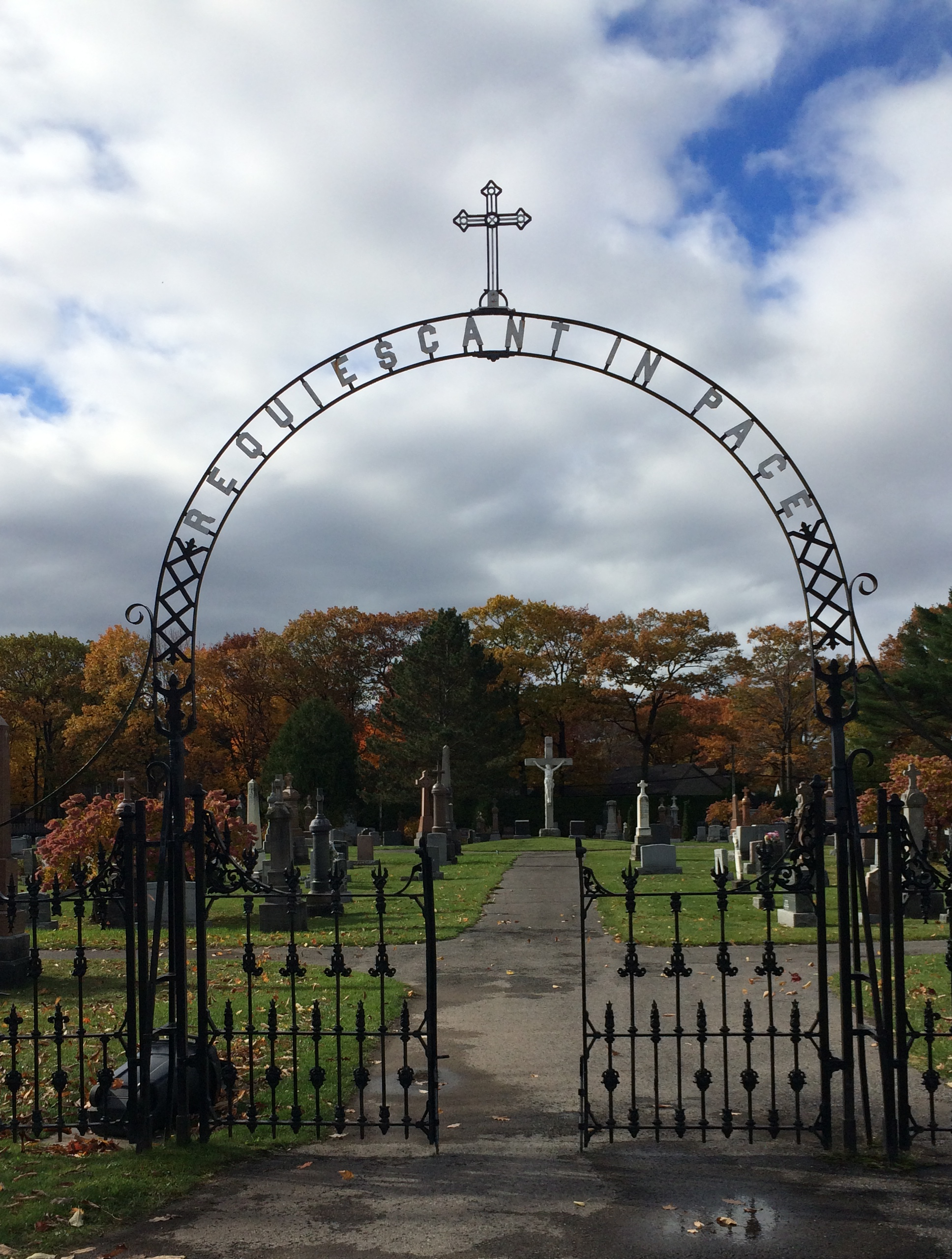
Le cimetière Saint-Michel de Sillery, 2041, boulevard René-Lévesque Ouest, Québec, Québec

- Cimetière de l'Hôpital général de Québec
- Cimetière de Notre-Dame-de-l'Annonciation
- Cimetière Notre-Dame-de-Belmont
- Cimetière Saint-Ambroise-de-la-Jeune-Lorette
- Cimetière Saint-Charles
- Cimetière Saint-Charles-Borromée
- Cimetière Saint-Ignace-de-Loyola (Giffard)
- Cimetière Saint-Louis-de-Courville
- Cimetière Saint-Michel-de-Sillery (Sillery)
- Cimetière Saint-Patrick
- Cimetière Fargy (Beauport)

### Cimetières protestants
- Cimetière Mount Hermon
- Cimetière Saint-Matthew

### Cimetières musulmans
- Cimetière du Centre culturel islamique de Québec (en construction)

### Cimetières juifs
- Cimetière Beth Israël Ohev Sholom

## Disparus
- Cimetière de Gros-Pin
- Cimetière des Picotés
- Cimetière de l'Hôpital de la Marine
- Cimetière de la côte de la Montagne, premier cimetière de Québec
- Cimetière de la Pointe